# Carl Schenck (Politiker)
Johann Jacob Ludwig Carl Schenck (auch Karl; auch Schenk) (* 14. Mai 1805 in Dillenburg; † 7. Mai 1868 ebenda) war nassauischer Jurist und Politiker.
Carl Schenck studierte Rechtswissenschaften und wurde Hofgerichtsprokurator am Hofgericht Dillenburg.
1848 war er Mitglied des Vorparlaments.
Nach der Märzrevolution wurde er am 14. April von den Wahlmännern im 1. nassauischen Wahlkreis in Rennerod zum Abgeordneten der Frankfurter Nationalversammlung gewählt. Von den 637 abgegebenen Stimmen erhielt er 486 (76 %) und setzte sich damit gegen Dr. Theodor Heydenreich, Medizinalrat aus Herborn (71 Stimmen, 11 %), Karl Keim, Dekan aus Hachenburg (70 Stimmen, 11 %), Freiherr Friedrich von Breidbach-Bürresheim und Oberstallmeister aus Heddernheim (10 Stimmen, 2 %) durch. In der Nationalversammlung blieb er fraktionslos. Er gehörte aber dem Centralmärzverein an.
Kurz darauf, am 1. Mai wurde er von den Wahlmännern auch in die Nassauische Ständeversammlung gewählt. In der Ständeversammlung wurde er Parlamentspräsident, gab dieses Amt jedoch im gleichen Jahr zu Gunsten von Carl Wirth auf. In einer Nachwahl wurde Adolph Raht an seiner Stelle in die Ständeversammlung gewählt.
Nach dem Sieg der Reaktion 1852 wurde er in die Zweite Kammer der Landstände des Herzogtums Nassau gewählt, nahm das Mandat jedoch nicht an.